# Малык-Дол
Малык-Дол (болг. Малък дол) — село в Болгарии. Находится в Старозагорской области, входит в общину Братя-Даскалови. Население составляет 66 человек.

## Политическая ситуация
Малык-Дол подчиняется непосредственно общине и не имеет своего кмета.
Кмет (мэр) общины Братя-Даскалови — Ваня Тодорова Стоева (коалиция партий: Болгарская социалистическая партия (БСП) и Национальное движение «Симеон Второй» (НДСВ)), по результатам выборов в правление общины.